# The High End of Low
The High End of Low é o sétimo álbum de estúdio da banda Marilyn Manson, lançado a 20 de Maio de 2009. Sean Beavan, que misturou Antichrist Superstar, Mechanical Animals e Eat Me, Drink Me, é co-produtor do álbum, juntamente com Chris Vrenna. O álbum foi lançado em 25 de maio de 2009 no Reino Unido e 26 de maio 2009 nos Estados Unidos. O primeiro single do álbum, "Arma-Goddamn-Motherfuckin-Geddon", foi lançado em 18 de maio de 2009. As críticas foram mistas, tendo alguns criticado a repetitividade das músicas e a falta de brilho nas idéias, enquanto outros elogiaram um Manson mais humano após seu divórcio, e um retorno ao som do bem-recebido Mechanical Animals. O álbum estreou no número quatro nas paradas da Billboard, caindo para o número 24 e 60 em sua segunda e terceira semanas. O álbum vendeu mais de 500.000 exemplares até à data, sendo um dos menos sucedidos álbuns de Marilyn Manson.

## Faixas
1. "Devour" - 3:46
2. "Pretty as a Swastika" - 2:45
3. "Leave a Scar" - 3:55
4. "Four Rusted Horses" - 5:00
5. "Arma-Goddamn-Motherfuckin-Geddon" - 3:39
6. "Blank and White" - 4:27
7. "Running to the Edge of the World" - 6:26
8. "I Want to Kill You Like They Do in the Movies" - 9:02
9. "WOW" - 4:55
10. "Wight Spider" - 5:33
11. "Unkillable Monster" - 3:44
12. "We're From America" - 5:04
13. "I Have to Look Up Just to See Hell" - 4:12
14. "Into the Fire" - 5:15
15. "15" - 4:21

## Cd Bónus
1. "Arma-goddn-motherfkin-geddon (Teddy Bears Remix)" - 3:30
2. "Leave A Scar (Alternate Version)" - 4:02
3. "Running To The Edge Of The World (Alternate Version)" - 6:08
4. "Wight Spider (Alternate Version)" - 5:28
5. "Four Rusted Horses (Opening Titles Version)" - 5:02
6. "I Have To Look Up Just To See Hell (Alternate Version)" - 4:08
7. "Into The Fire (Alternate Version) bonus track" - 4:34

## Turnê no Brasil
Fontes seguras afirmam que Marilyn Manson e banda passarão novamente pela América do Sul para divulgação do álbum, com probabilidades de show em São Paulo, Curitiba, Rio de Janeiro e Brasília (Porão Do Rock), ao qual nada confirmado pelos produtores que estão negociando sua vinda, devido ao preço cobrado por Marilyn Manson e sua produção.[carece de fontes?]

## Turnê em Portugal
Com o novo álbum a caminho, Marilyn Manson apresenta-se ao público portugues, dia 17 de Junho no Coliseu do Porto, para um concerto que promete ficar na história na mítica sala da Invicta.[carece de fontes?]
No concerto houve muito menos Antichrist Superstar, mas Marilyn Manson ainda impressiona esgotando o Coliseu do Porto e com o regresso de Twiggy ramirez à banda.

## Primeiro Vídeo
Em entrevista a revista Rolling Stone, Marilyn Manson revelou que o primeiro vídeo será "I Want to Kill You Like They Do in the Movies", e afirma também que o vídeo já está sendo gravado e terá mais de 9 minutos de gravação, o maior clipe já gravado pela banda.[carece de fontes?]
"É uma canção de nove minutos", ele escreveu, completando: "Profundamente sádica. Basicamente é assassinato, sexo, morte e fim". Marilyn Manson a revista Rolling Stone.[carece de fontes?]
Porém, o primeiro vídeo foi "Arma-Goddam-Mother-Fucking-Geddon" e não "I want to Kill You like They do in the Movies" como dito por Manson. O vídeo apresenta elementos de diversas eras anteriores

## Formação
- Chris Vrenna – Teclados, programação
- Ginger Fish - Bateria, Diretor de Ritmo e Piano
- Marilyn Manson – Vocal, Percussão, guitarra base e co-produção
- Sean Beavan - Co-produtor
- Twiggy Ramirez – Guitarra, baixo
- Andy Gerold - Baixo ao vivo